# Hasan Prishtina
Hasan Bej Prishtina (egentligen Hasan Berisha), född 1873, död 1933, var under en kort tid premiärminister i Albanien i december 1921. Efter att ha levt i staden Pristina under osmanernas styre, tog han efternamnet Prishtina.

## Biografi
Prishtina studerade statsvetenskap och juridik i Istanbul. Han valdes 1908-1912 in i det turkiska parlamentet.
Då osmanerna nekade albanerna sina nationella rättigheter började Hasan Prishtina tillsammans med andra prominenta intellektuella albaner att organisera den albanska nationella rörelsen. Tillsammans med Isa Boletini och Bajram Curri etablerade han rörelsen i Kosovo.
1913 blev Prishtina minister i Ismail Qemalis regering i det nybildade Albanien. 1918 skapade han gemensamt med Kadri Prishtina (Hoxhë Kadriu) och många andra Kommittén för det nationellt försvaret av Kosovo och de hade representanter i Rom och i Albanien. I december 1919 var han ledare för en delegation till Pariskonferensen som försvarade albanernas rättigheter och krävde en sammanslagning av Kosovo och Albanien. 1920 var han huvudorganisatör av Lushnjakonferensen.
1921 blev Prishtina i premiärminister i Albanien, men avgick efter en kort tid på grund av osämja med Ahmet Zogu, senare kung av Albanien, men kvarstod som parlamentsledamot.
Efter en uppmjukning av relationerna med Jugoslavernas kungadöme 1922 blev Hasan Prishtina och andra kosovoalbanska ledare förföljda av Zog-administrationen.
I februari 1913 skapade Hasan Prishtina med sin kompanjon Bajram Curri ett uppror i Kosovo mot den serbiska regimens militära närvaro i provinsen, men upproret krossades och många förföljelser av kosovoalbaner följde.
Hasan Prishtina hade en betydande förmögenhet och sålde hela sin egendom för att finansiera såväl kosovoalbaners utbildning vid europeiska universiteter som det väpnade motståndet mot serberna.
Prishtina blev fängslad av serber under en tid, men frisläpptes 1931. Då han befann sig i Thessaloniki 1933 blev han mördad av en alban. Hans kvarlevor återbördades till Albanien 1977.  